# Maltby (South Yorkshire)
Maltby è un paese di 17.980 abitanti della contea del South Yorkshire, in Inghilterra.